# 劉希曄
劉希曄（1991年10月10日—）是臺灣女子籃球運動員，現效力於安徽女籃。
劉希曄是父母結婚十年才迎來的孩子，於是將「稀」去掉禾字邊代表劉希曄稀有珍貴，而由於劉希曄生於國慶日，從「日」與「華」組成「曄」。劉希曄來自臺中市和平區，進入永仁國中踏上籃球路，一年級就到大隊練球，三年來幫助球隊完成三連霸，國中畢業後升上海山高中，高一時曾奪得冠軍，就讀國立臺灣師範大學時同時學校與電信女籃兩邊跑，與電信女籃合約到期後第10季WSBL轉投效台元女籃，2018年9月轉戰WCBA陝西天澤女籃。2019年夏天劉希曄攜手林文佑效力馬來西亞球隊焱鸷參加大马职篮女子联赛（MPLW），最終焱鸷在MPLW决赛中失利，屈居亞軍，而劉希曄與林文佑以及陳鈺君獲選MPLW例行賽最佳外籍球員。2020年劉希曄因為COVID-19疫情返臺加盟台電女籃。

## 外部連結
- 劉希曄在fiba3x3.com（英语）
- 劉希曄在Eurobasket.com（球員）（英语）
- 劉希曄在Eurobasket.com（球員）（英语）